# Чаплиевский сельский совет (Шосткинский район)
Чаплиевский сельский совет (укр. Чапліївська сільська рада) — входит в состав
Шосткинского района
Сумской области
Украины.
Административный центр сельского совета находится в 
с. Чаплиевка
.

## Населённые пункты совета
- с. Чаплиевка
- с. Лушники